# یادگار رستمی
یادگار رستمی (انگلیسی: Yadegar Rostami؛ زادهٔ ۲ ژانویهٔ ۲۰۰۴) بازیکن فوتبال اهل ایران است که در حال حاضر برای فجر سپاسی در پست هافبک بازی می‌کند.

## دوران باشگاهی

### آکادمی کیا
یادگار رستمی محصول اولین دور استعدادیابی آکادمی فوتبال کیا است. او در سال ۱۳۹۴ به عضویت این آکادمی درآمد در تورنمنت زیر ۱۱ سال کوردیال‌کاپ اتریش در سال ۲۰۱۵ بود که آکادمی کیا نخستین حضور خود در یک مسابقه بین‌المللی پس از تأسیس را تجربه کرد. رقابت‌هایی که با نایب قهرمانی تیم کیا ضمن غلبه بر بایرن مونیخ، اشتوتگارت و لورکوزن همراه شد تا در نهایت یادگار رستمی به عنوان برترین بازیکن این تورنمنت انتخاب شود.

### پوگون شچچین
رستمی در تاریخ ۱۲ ژانویه ۲۰۲۲ به باشگاه فوتبال پوگون شچچین پیوست و در ابتدا برای تیم دوم باشگاه به میدان رفت.
در ۲۳ آوریل ۲۰۲۳، رستمی برای اولین بار از دقیقه ۸۸ بازی مقابل باشگاه فوتبال استال می‌یلتس به میدان رفت و به جوان‌ترین بازیکن خارجی تاریخ لیگ برتر فوتبال لهستان تبدیل شد.
در تاریخ ۱۷ اوت ۲۰۲۳، رستمی با بازی مقابل باشگاه فوتبال خنت در جریان رقابت‌های لیگ کنفرانس اروپا، بالاتر از سعید عزت‌اللهی و سردار آزمون به جوان‌ترین بازیکن ایرانی تبدیل شد که در بازی‌های باشگاهی قاره‌ای اروپا، به میدان رفته‌است.